# کوه‌های چیان‌شان
کوه‌های چیانشان (چینی: 千山) شاخه‌ای از کوه‌های چانگبای هستند که از استان جیلین در شرق شروع شده و از جنوب غربی تا شبه‌جزیره لیائودونگ استان لیائونینگ امتداد می‌یابند. این منطقه دارای حیوانات فراوانی می‌باشد که نمونه آن، تعداد زیاد خرس و گوزن این منطقه است.

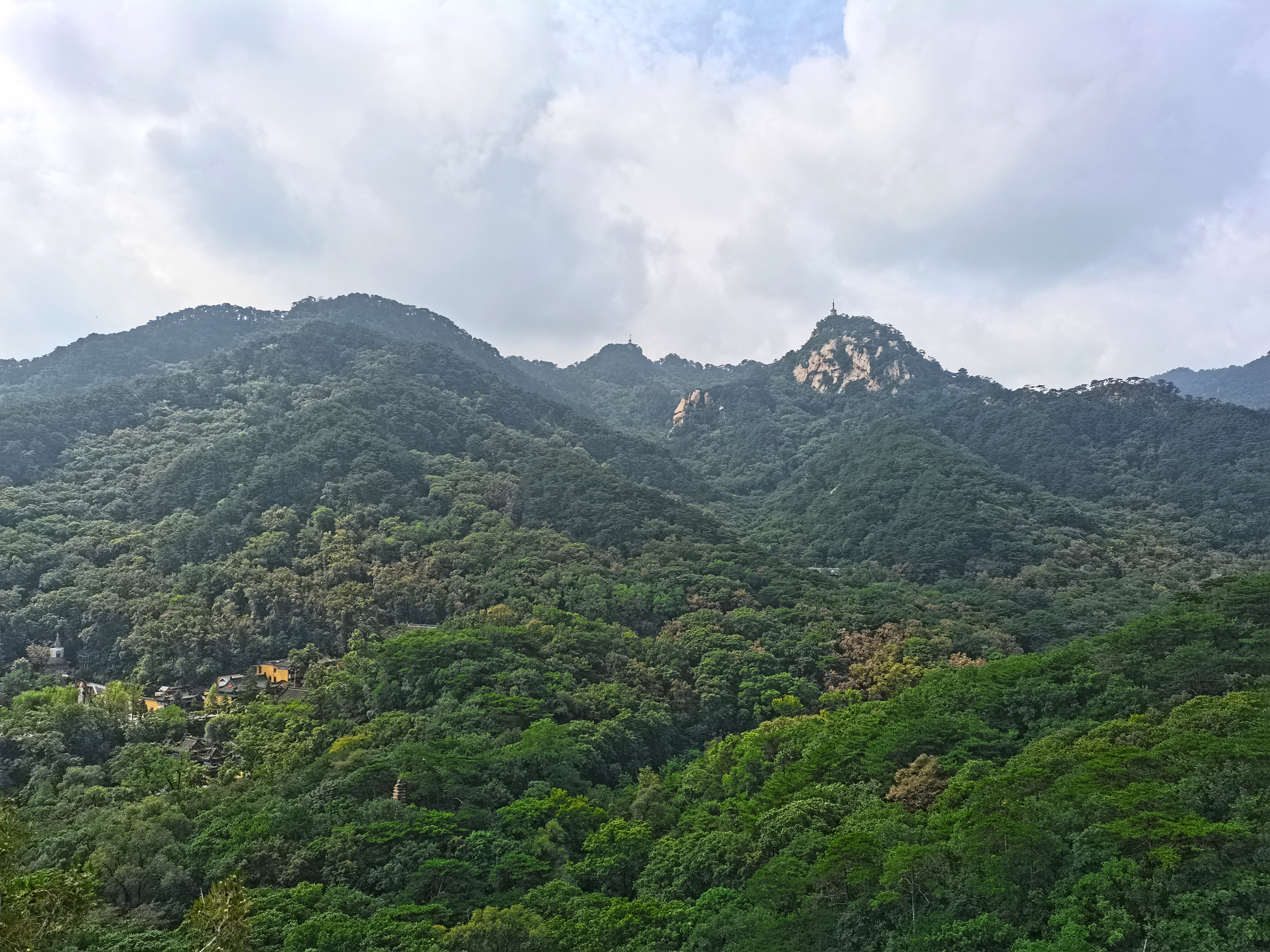
کوه های چیان‌شان
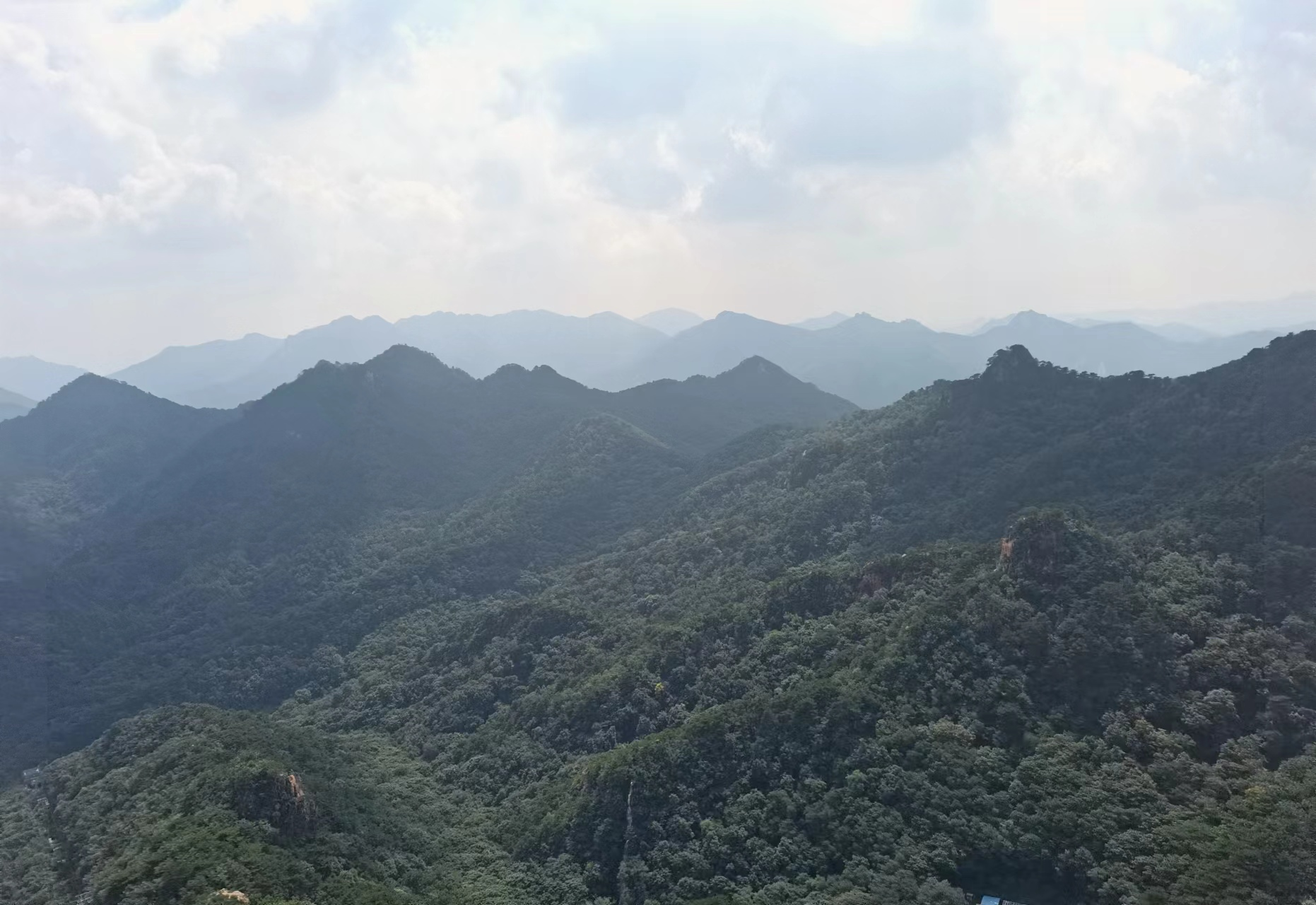
کوه های چیان‌شان

با فتح لیائودونگ توسط پادشاه گوانگ‌گه‌تو بزرگ، این شهر به قلمرو گوگوریو تبدیل شد و پس از آن، گوگوریو خط دفاعی لیائودونگ را با رودخانه لیائو در جلو و کوه‌های تیان شان در پشت آن تشکیل داد. این مکان میدان نبرد اصلی در جنگ گوگوریو-سوئی و جنگ گوگوریو-تانگ بود.

## نگارخانه

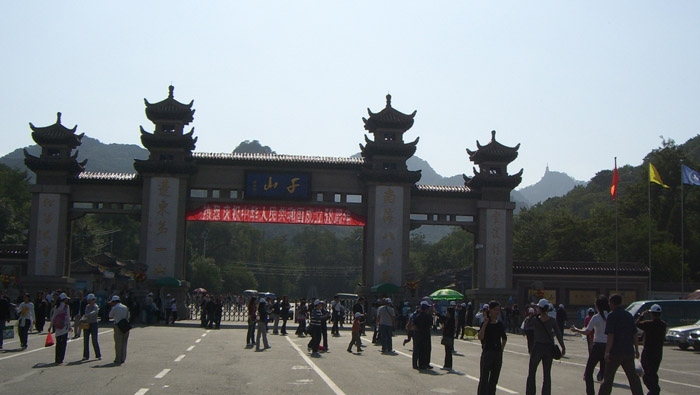
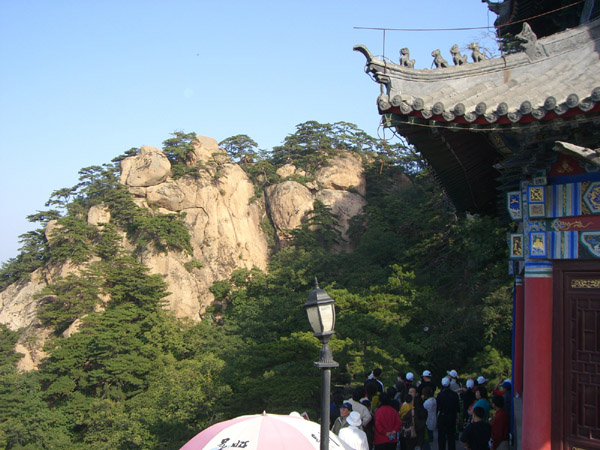
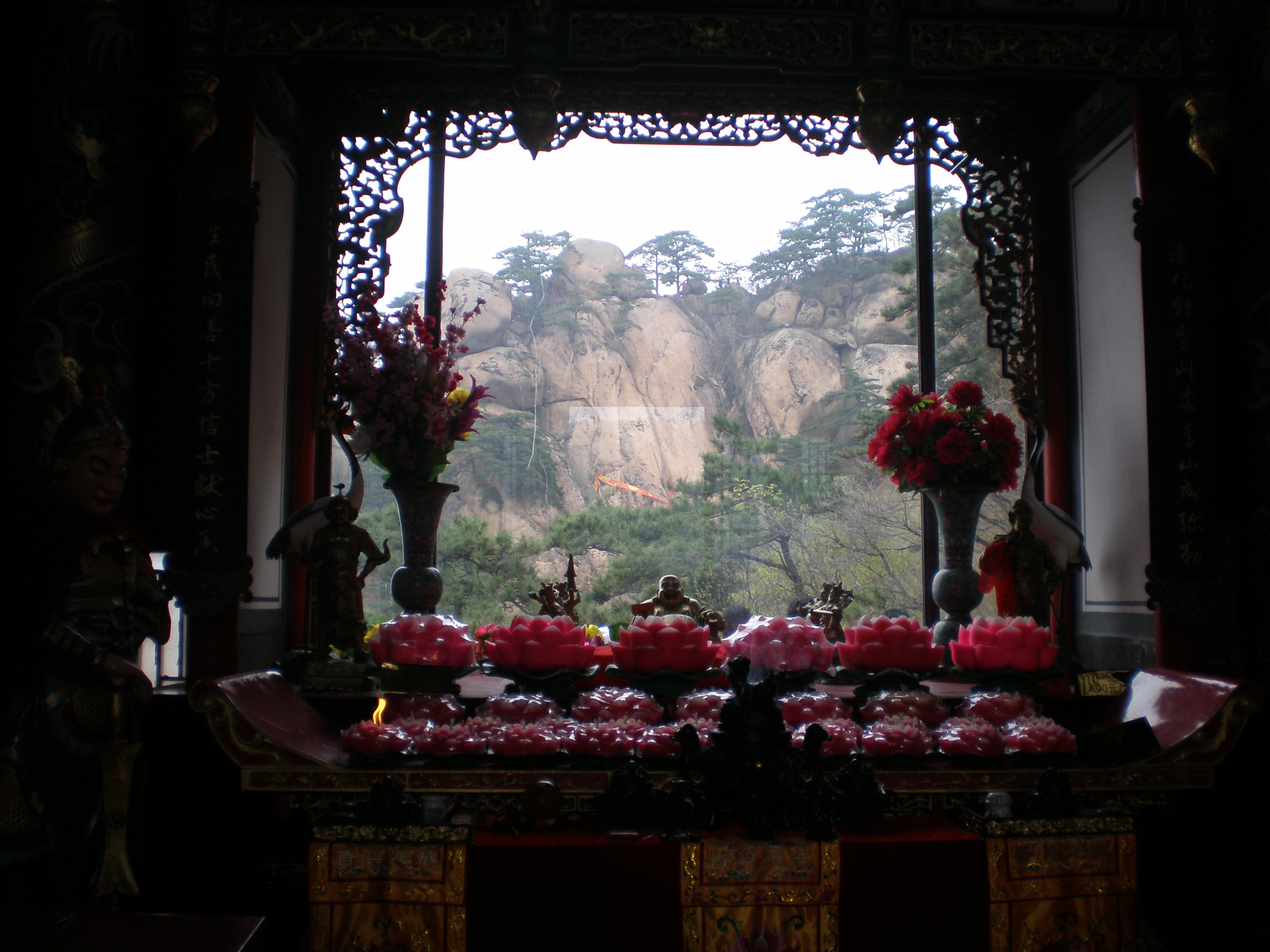
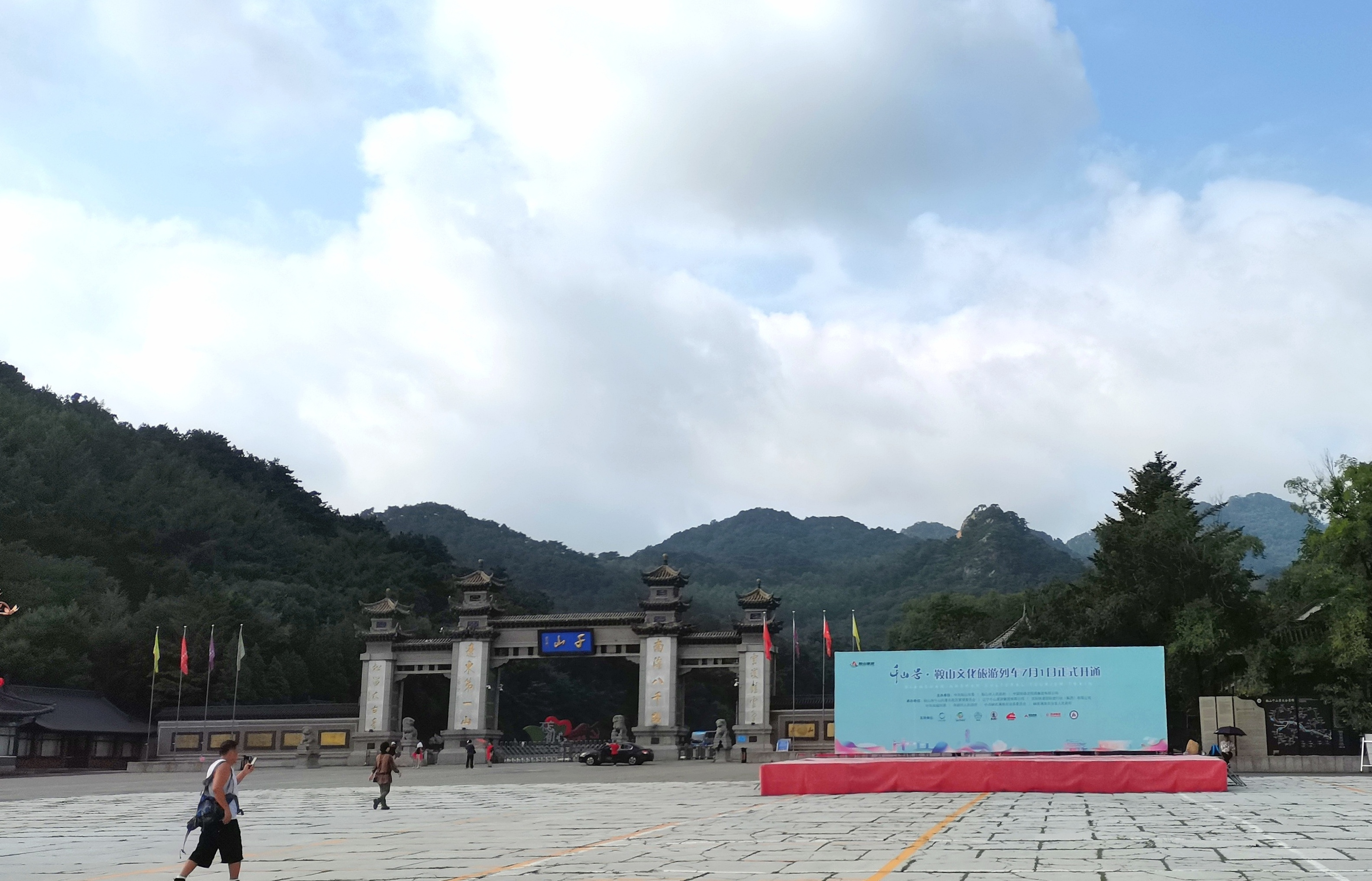
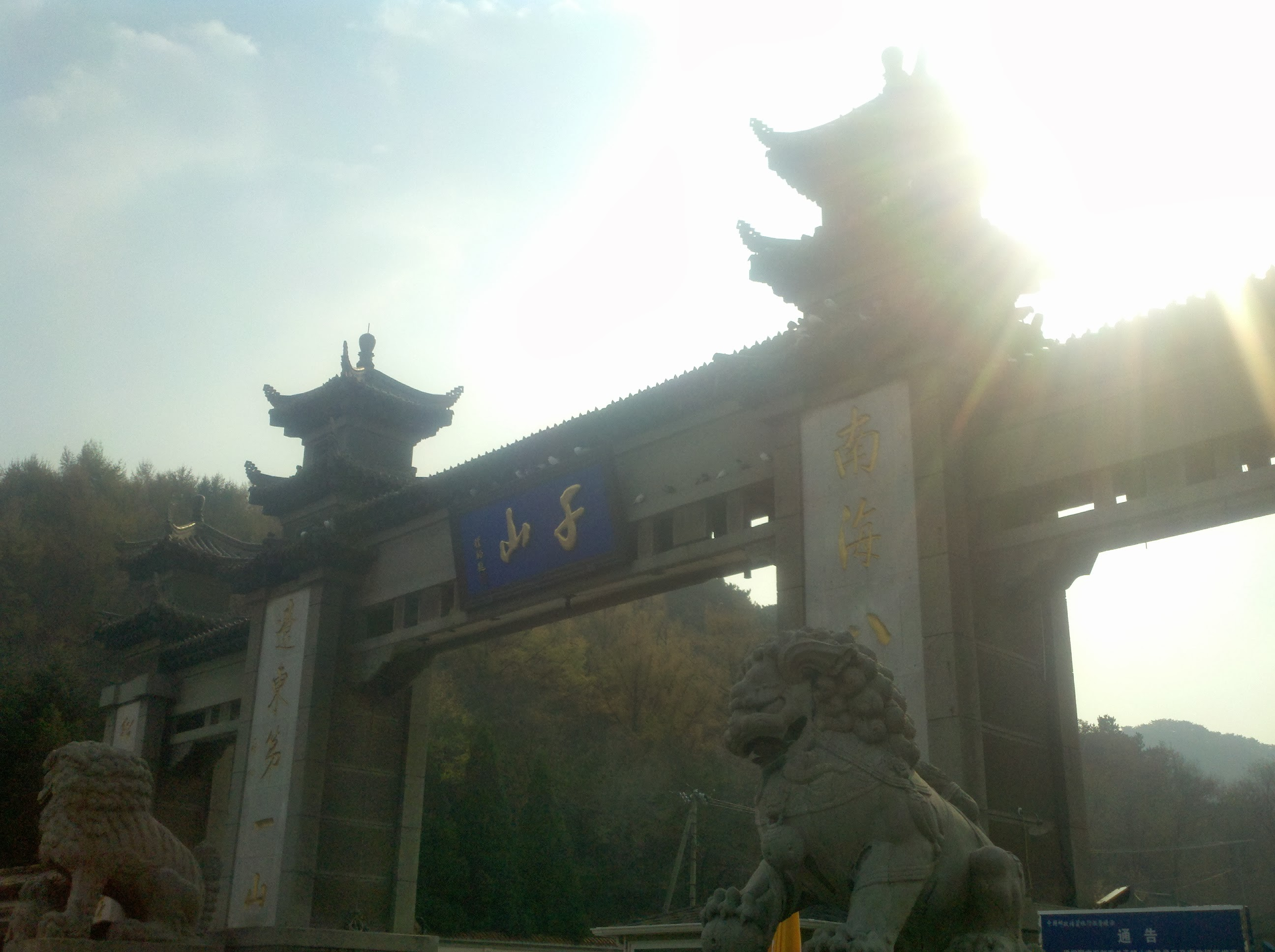
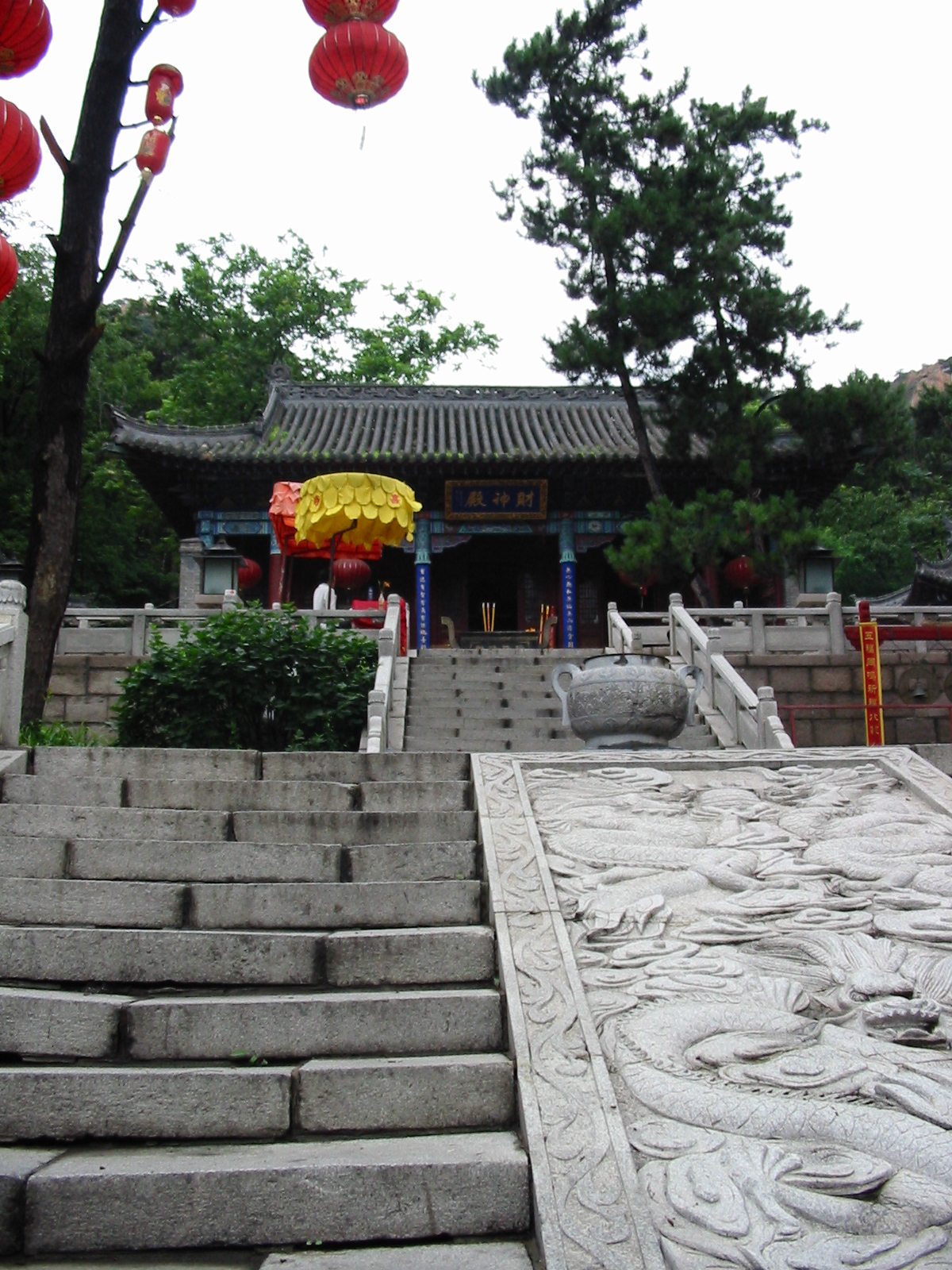
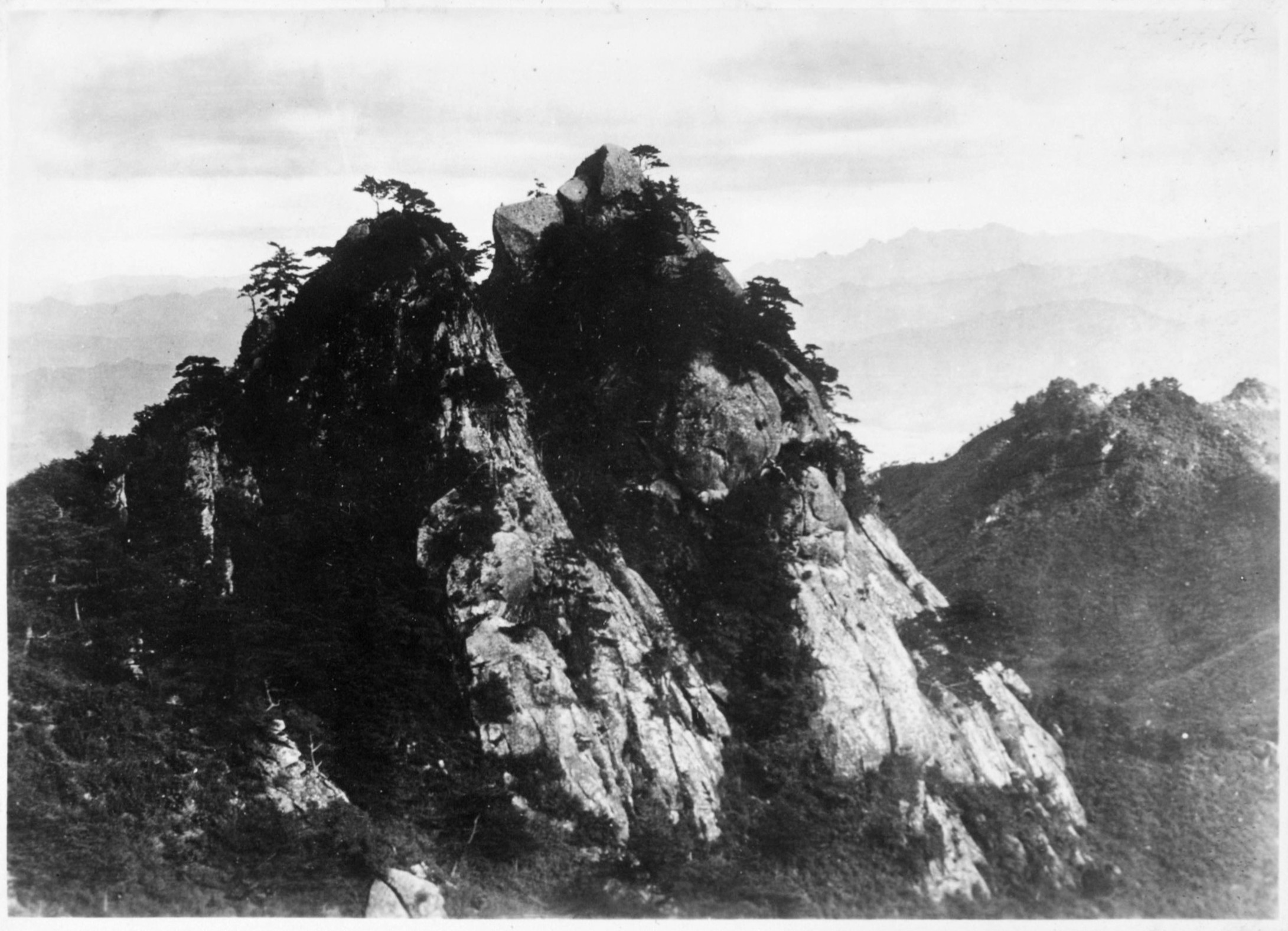
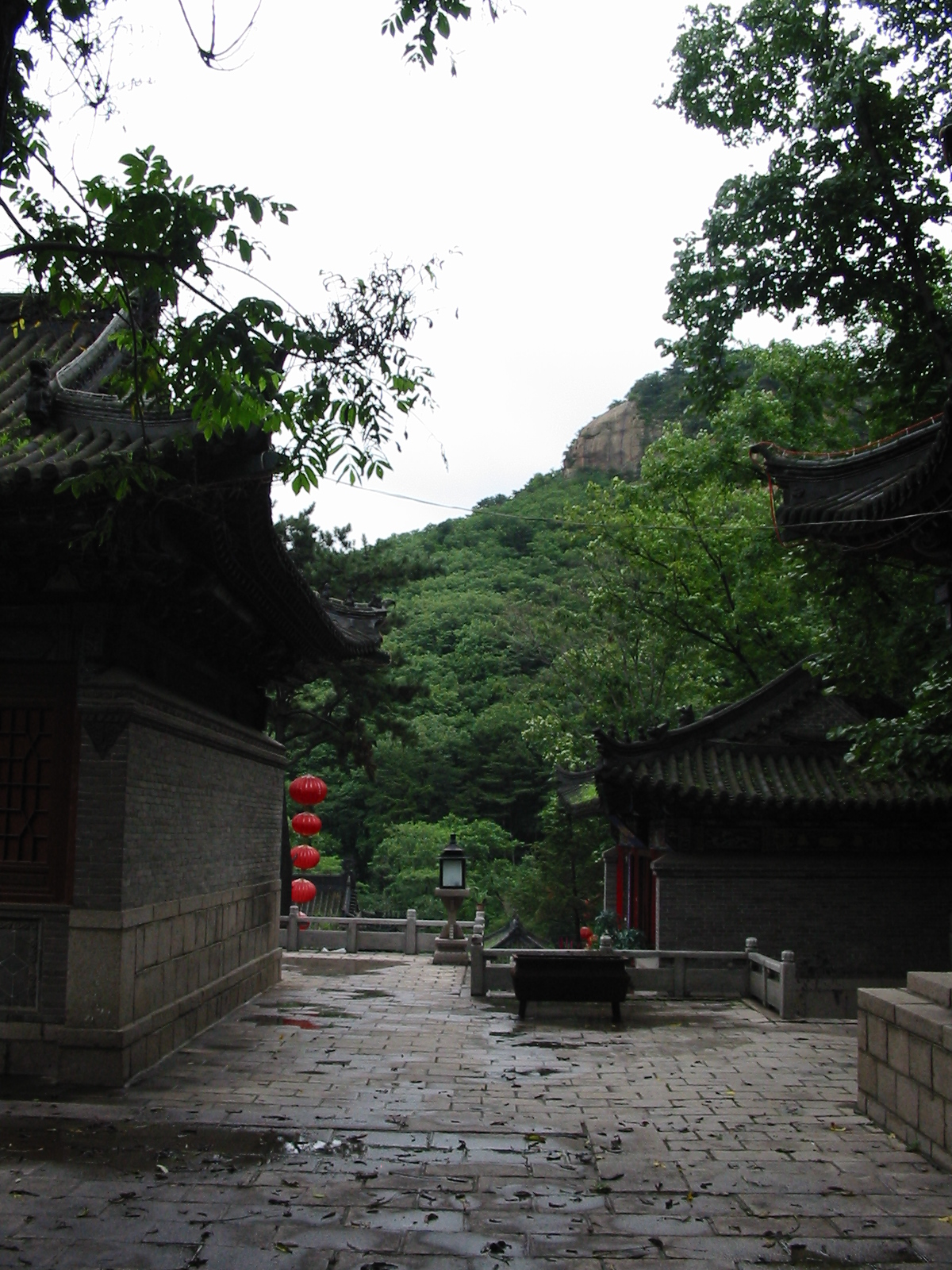
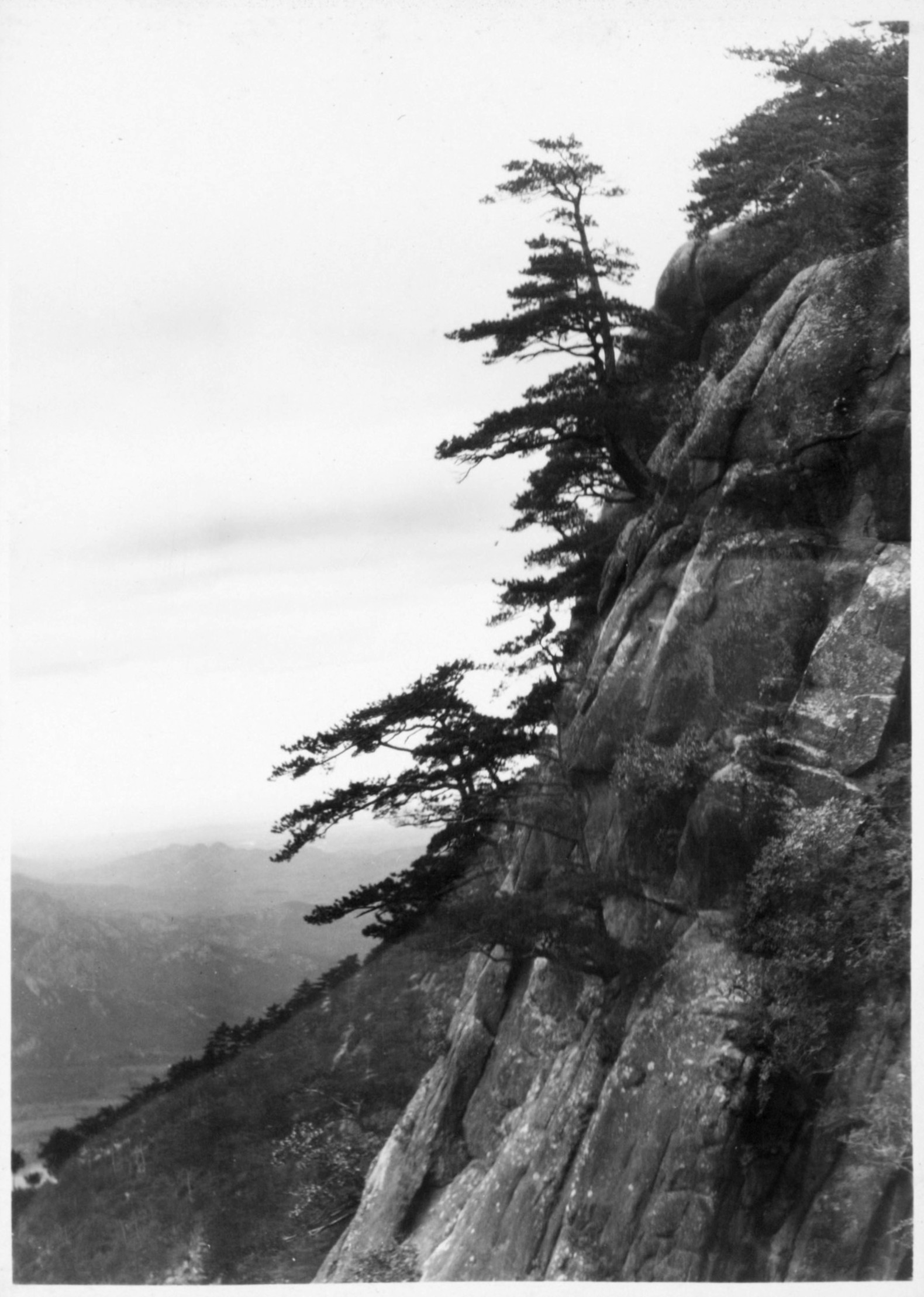
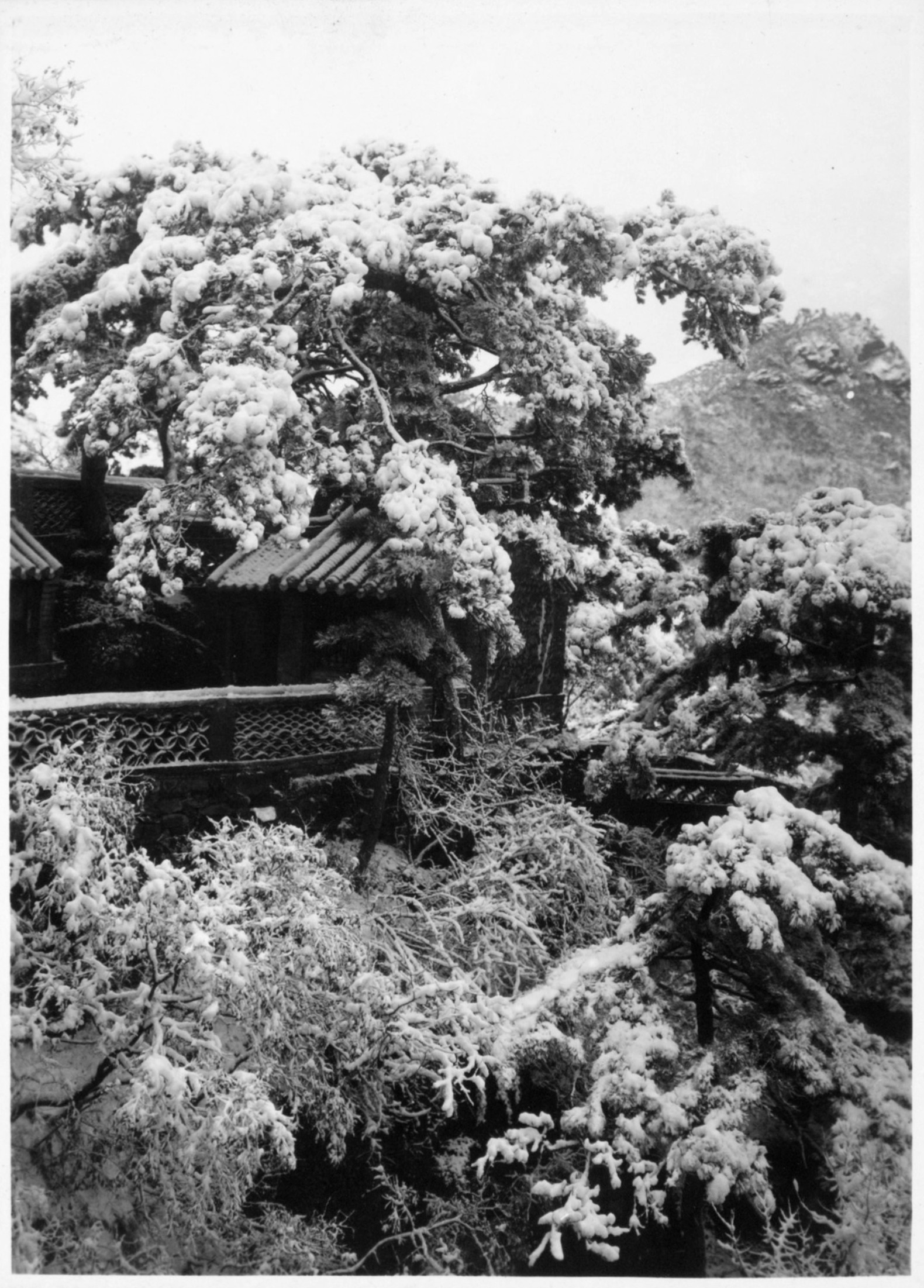
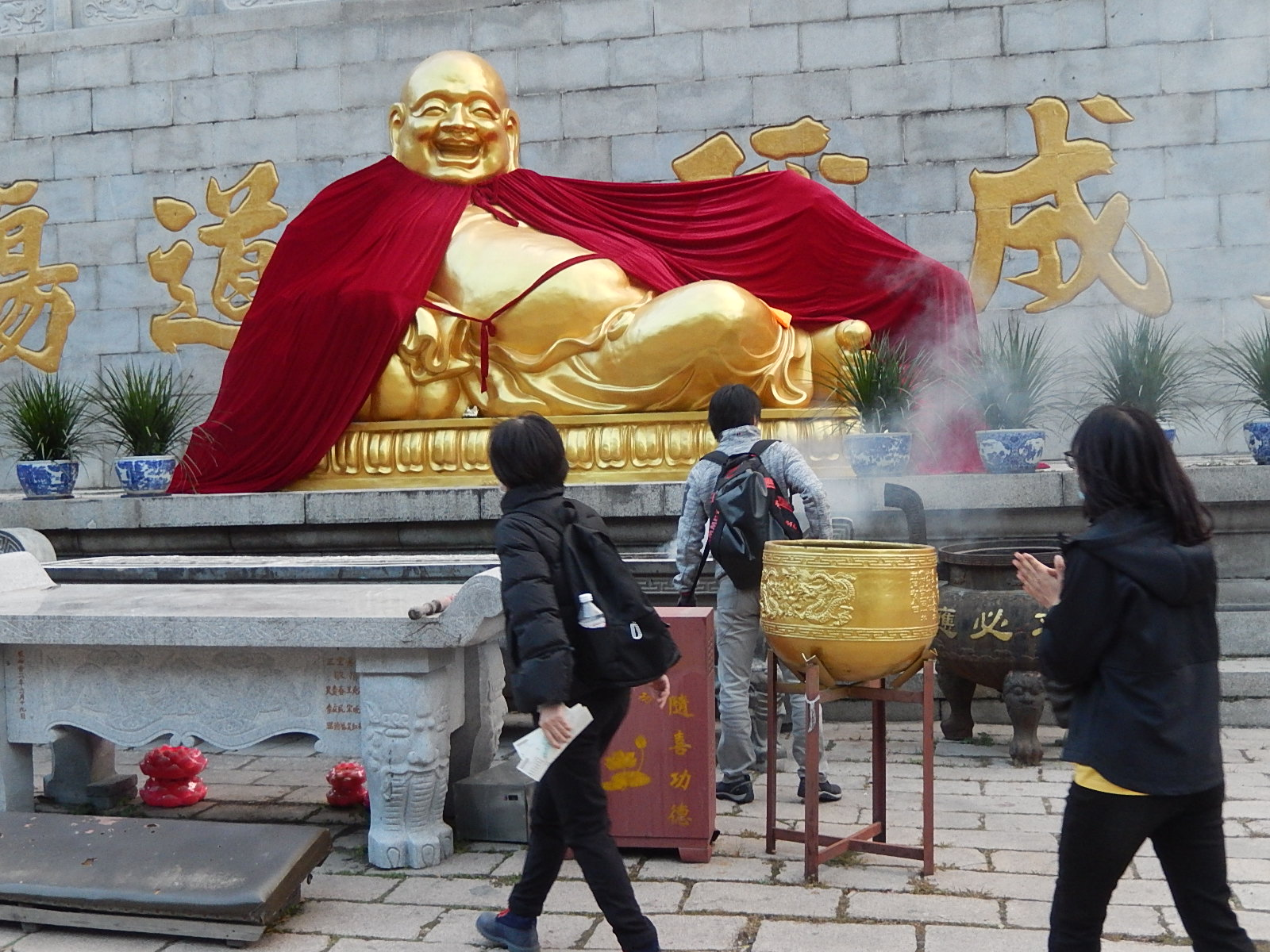
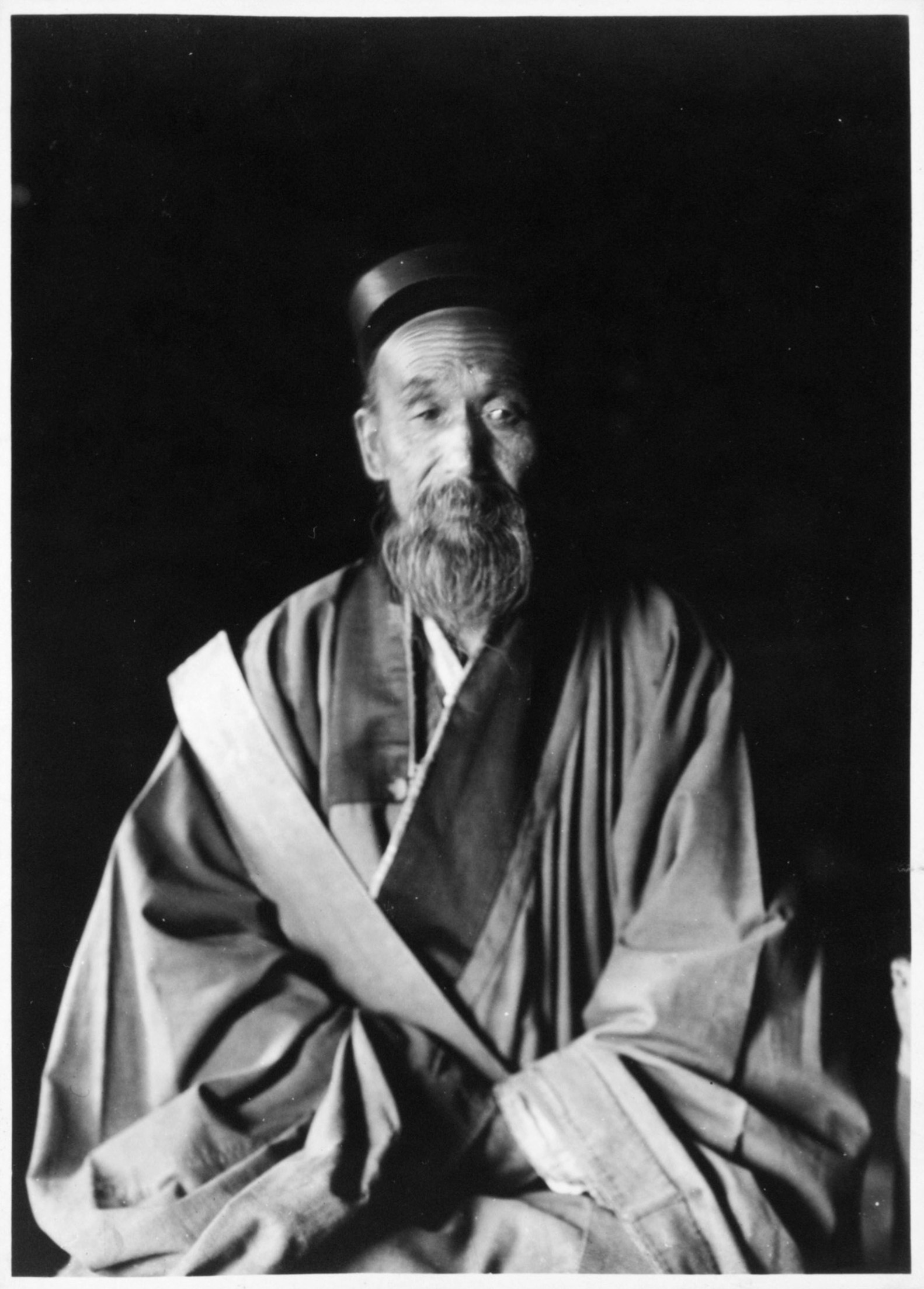
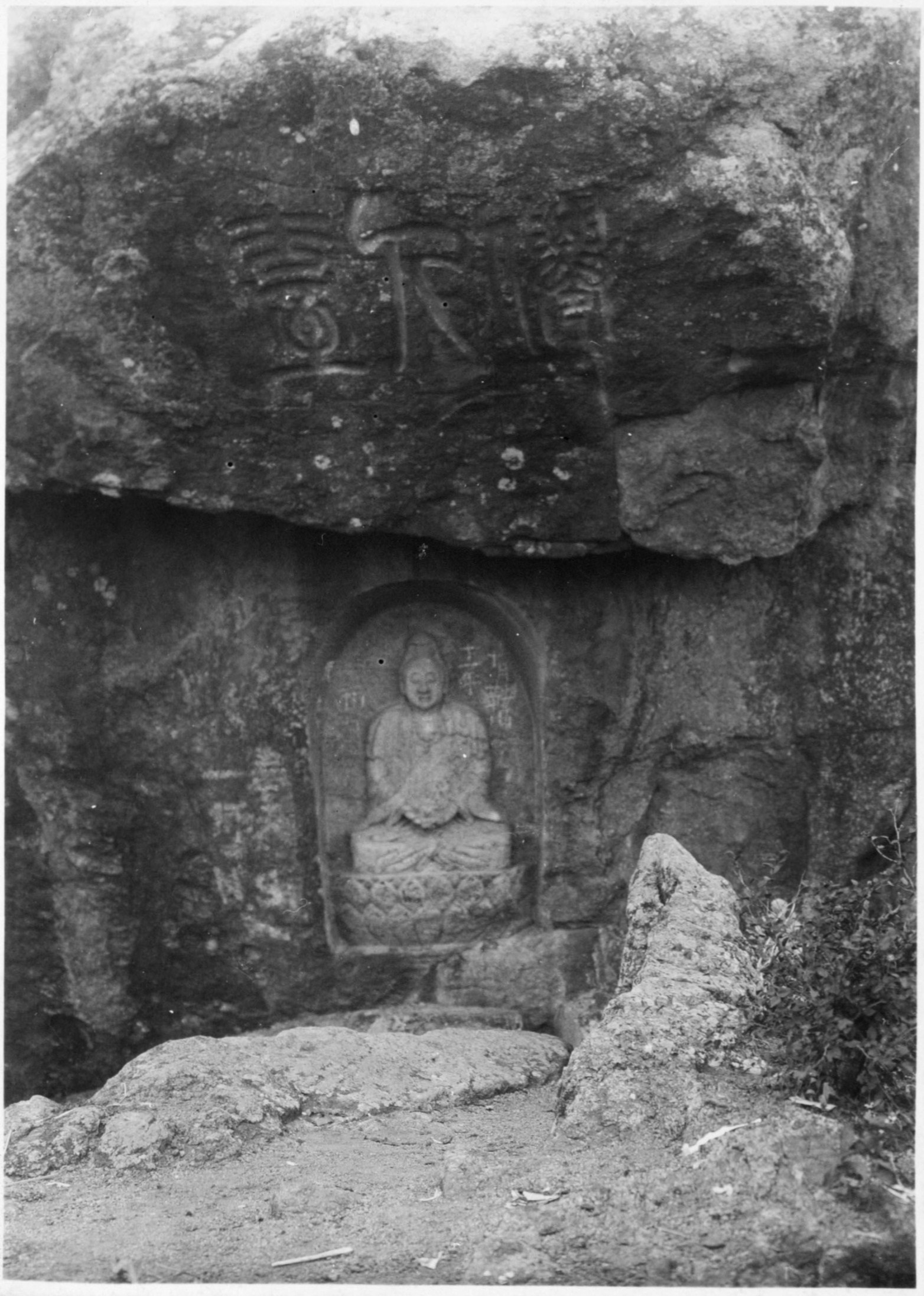
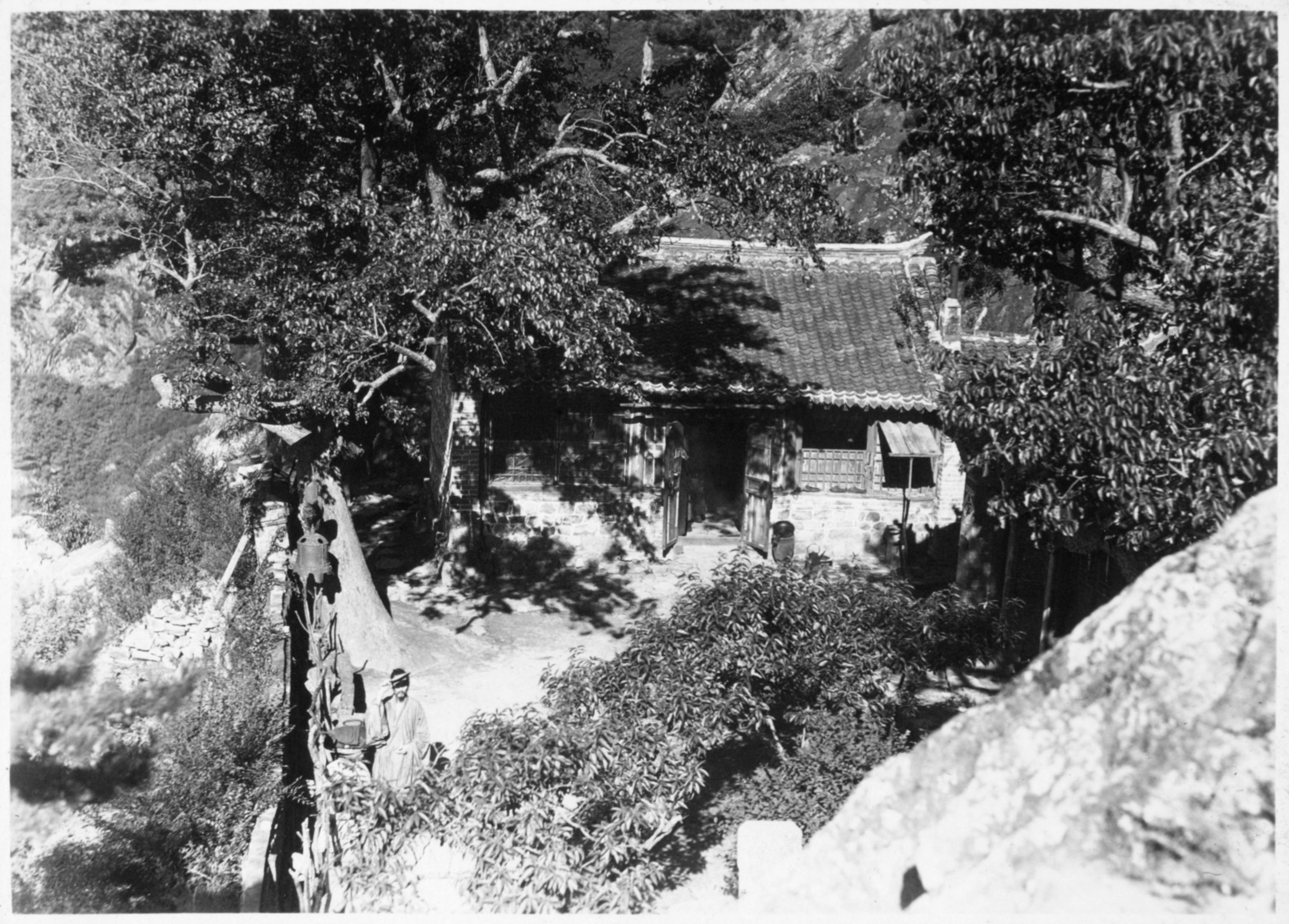
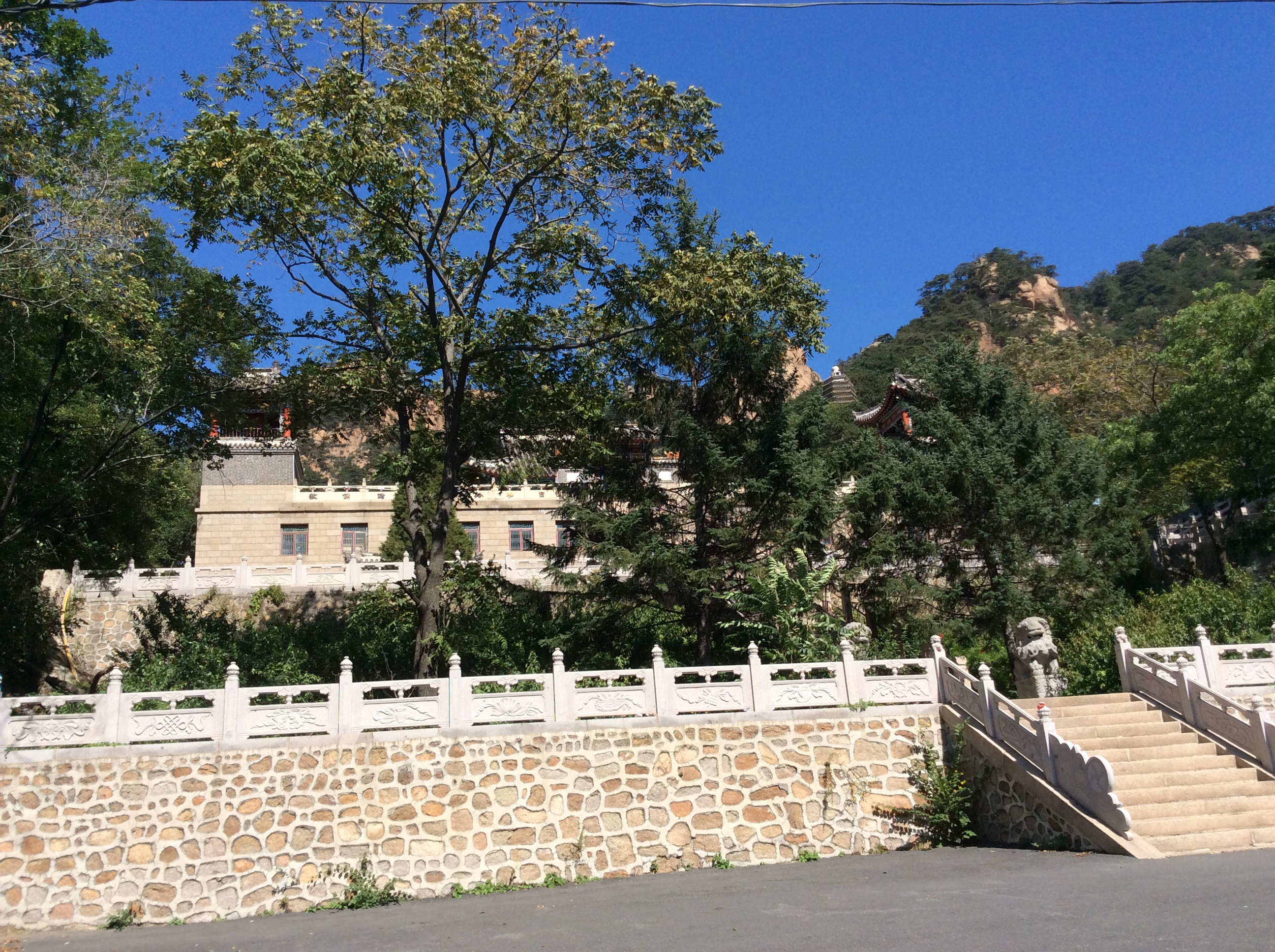
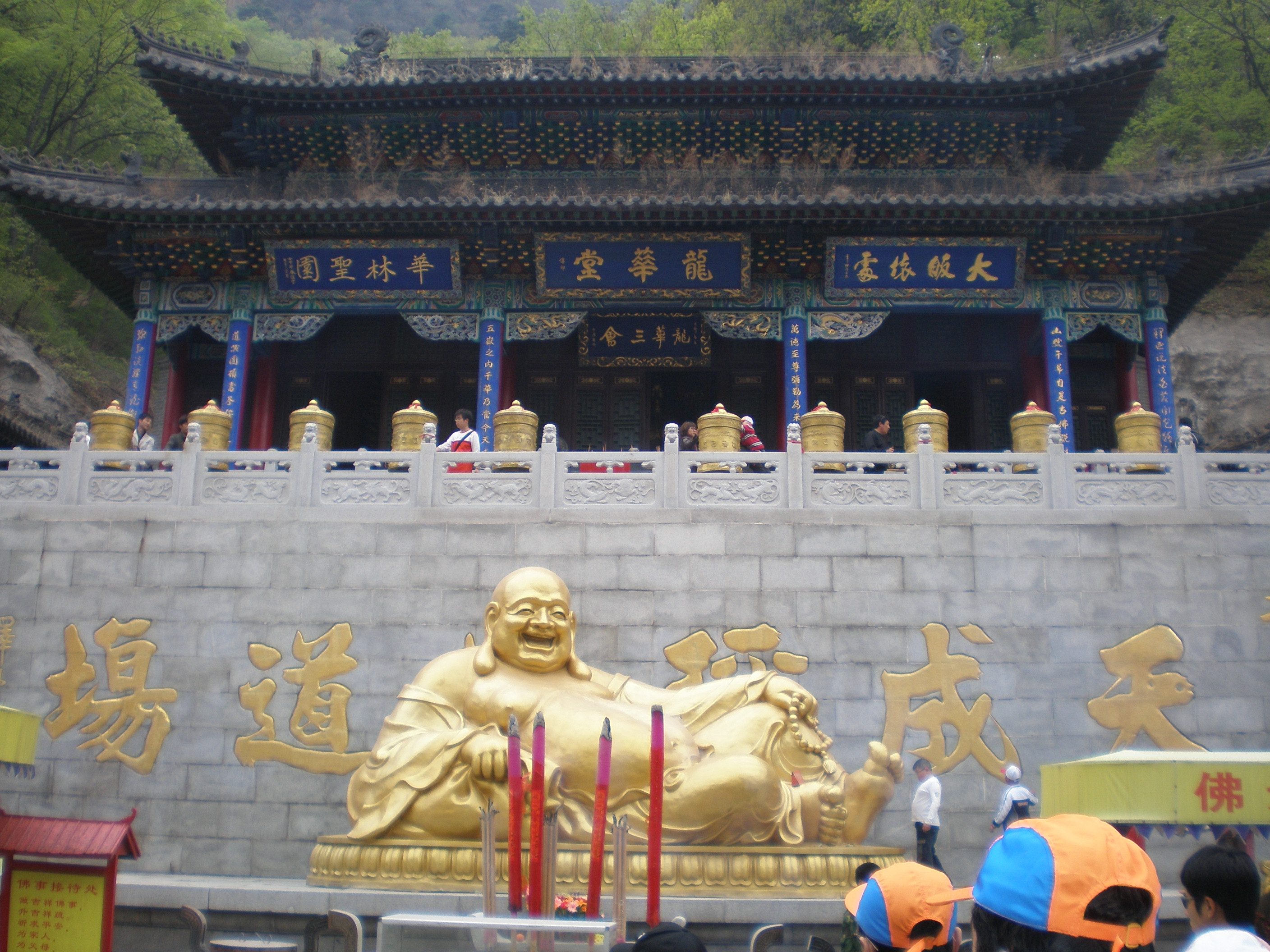
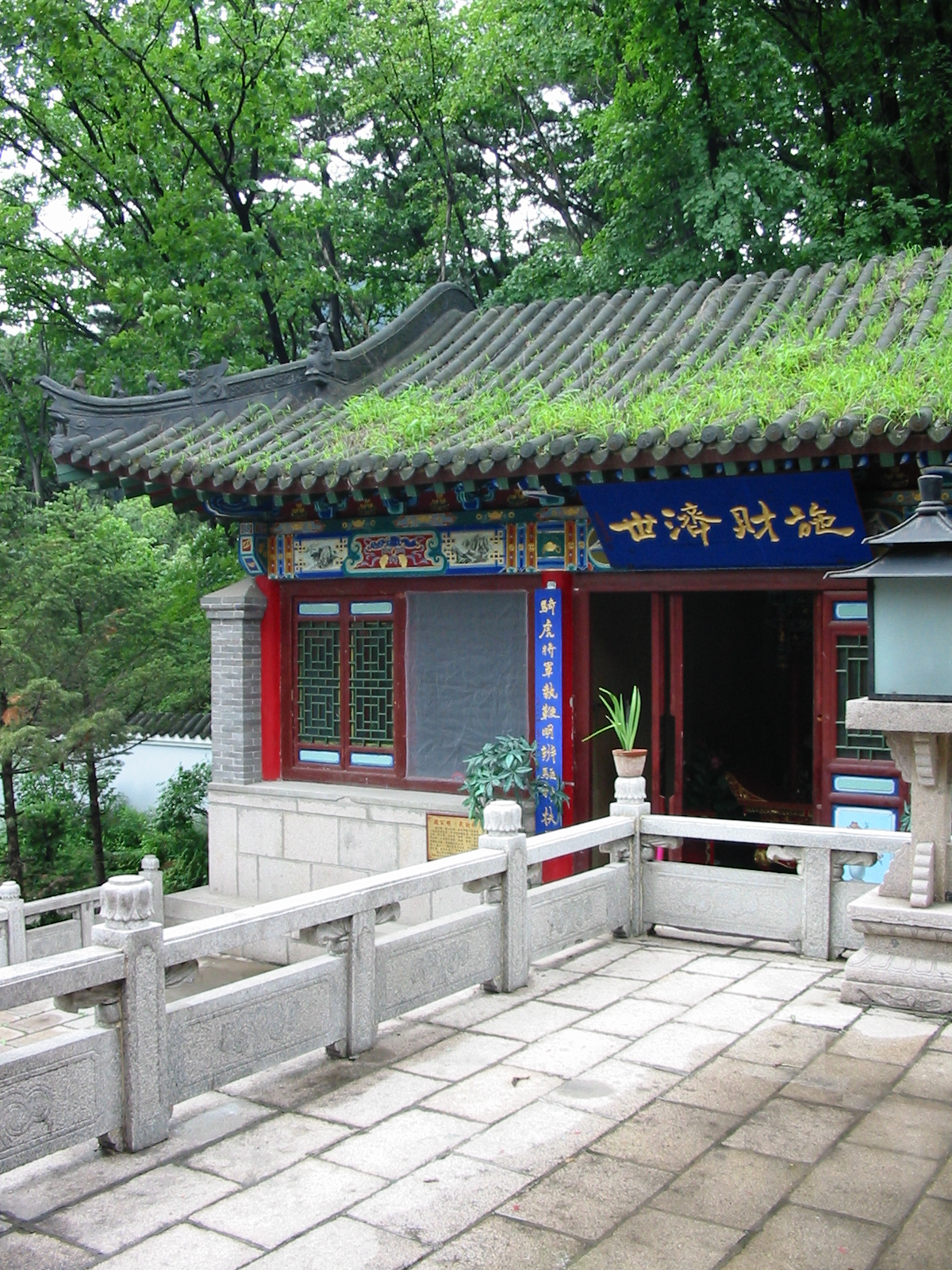
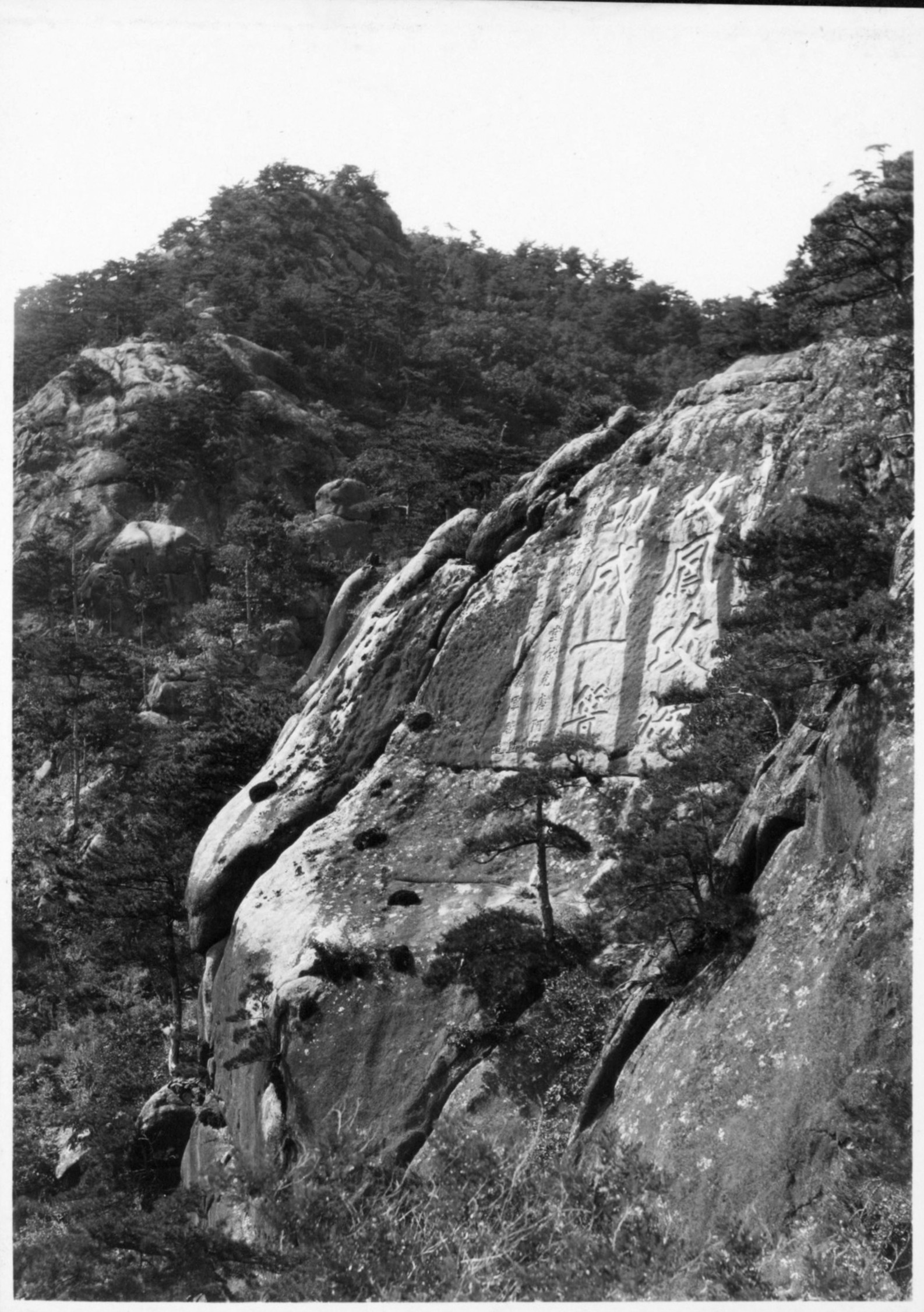
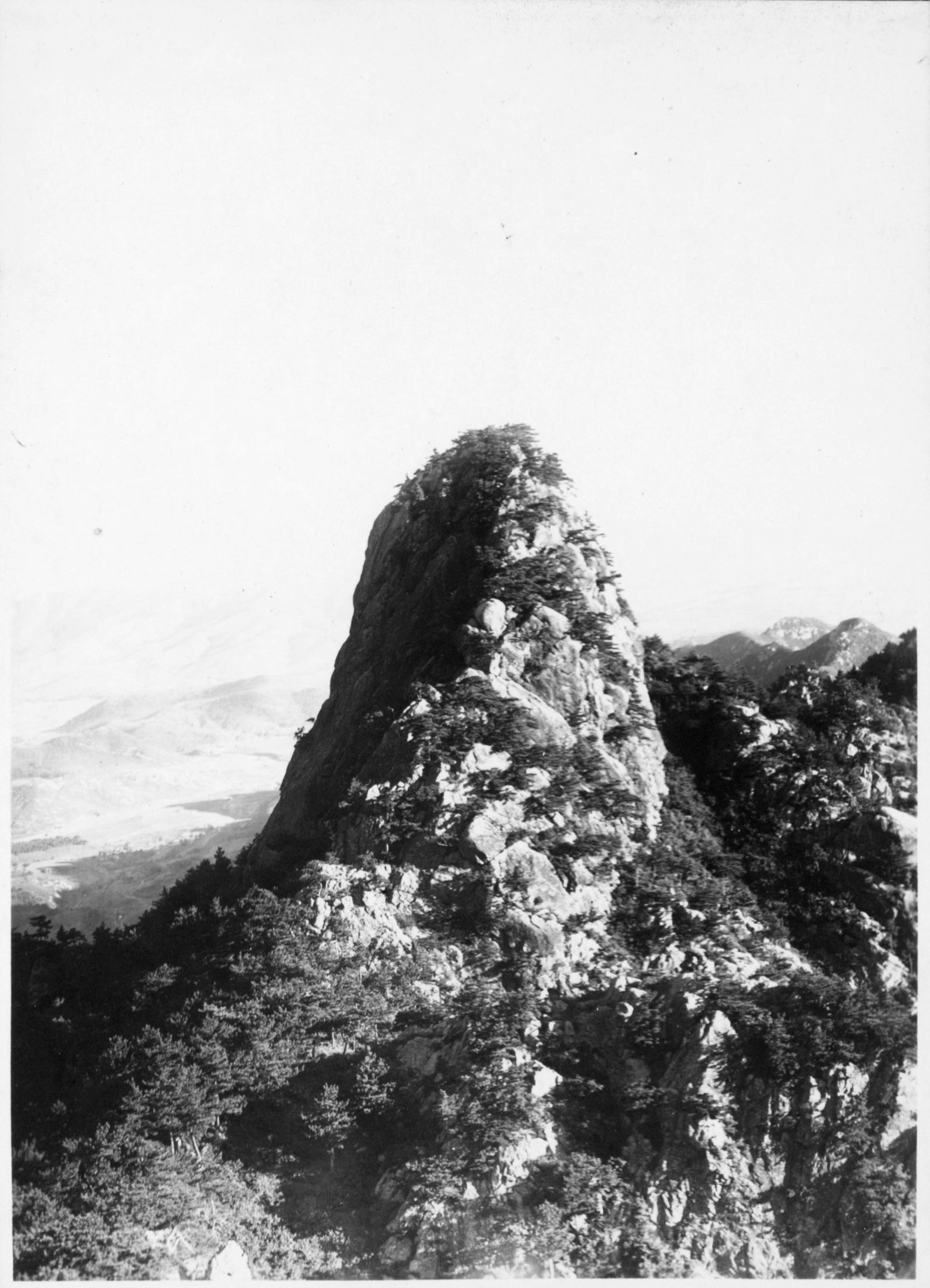
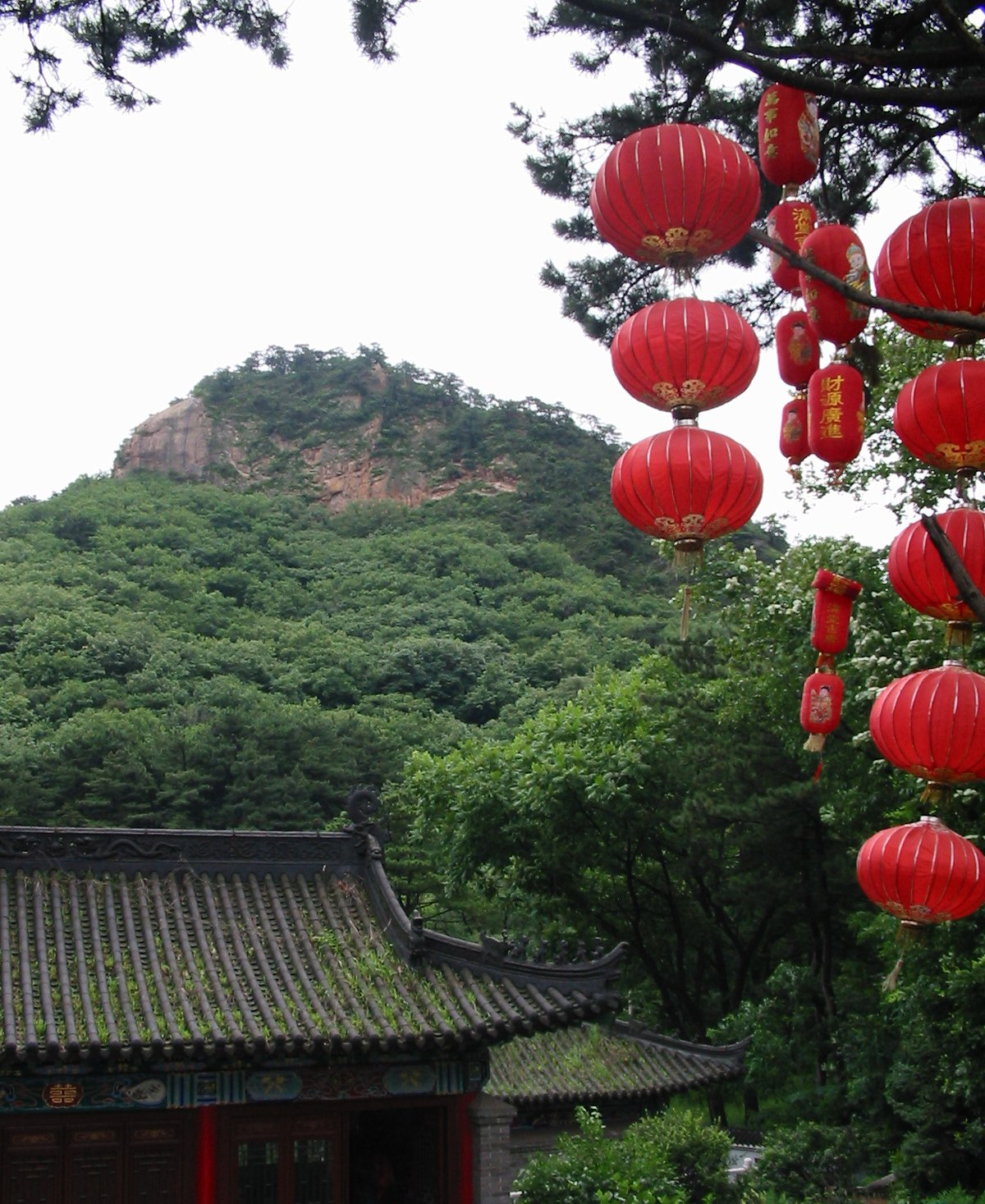
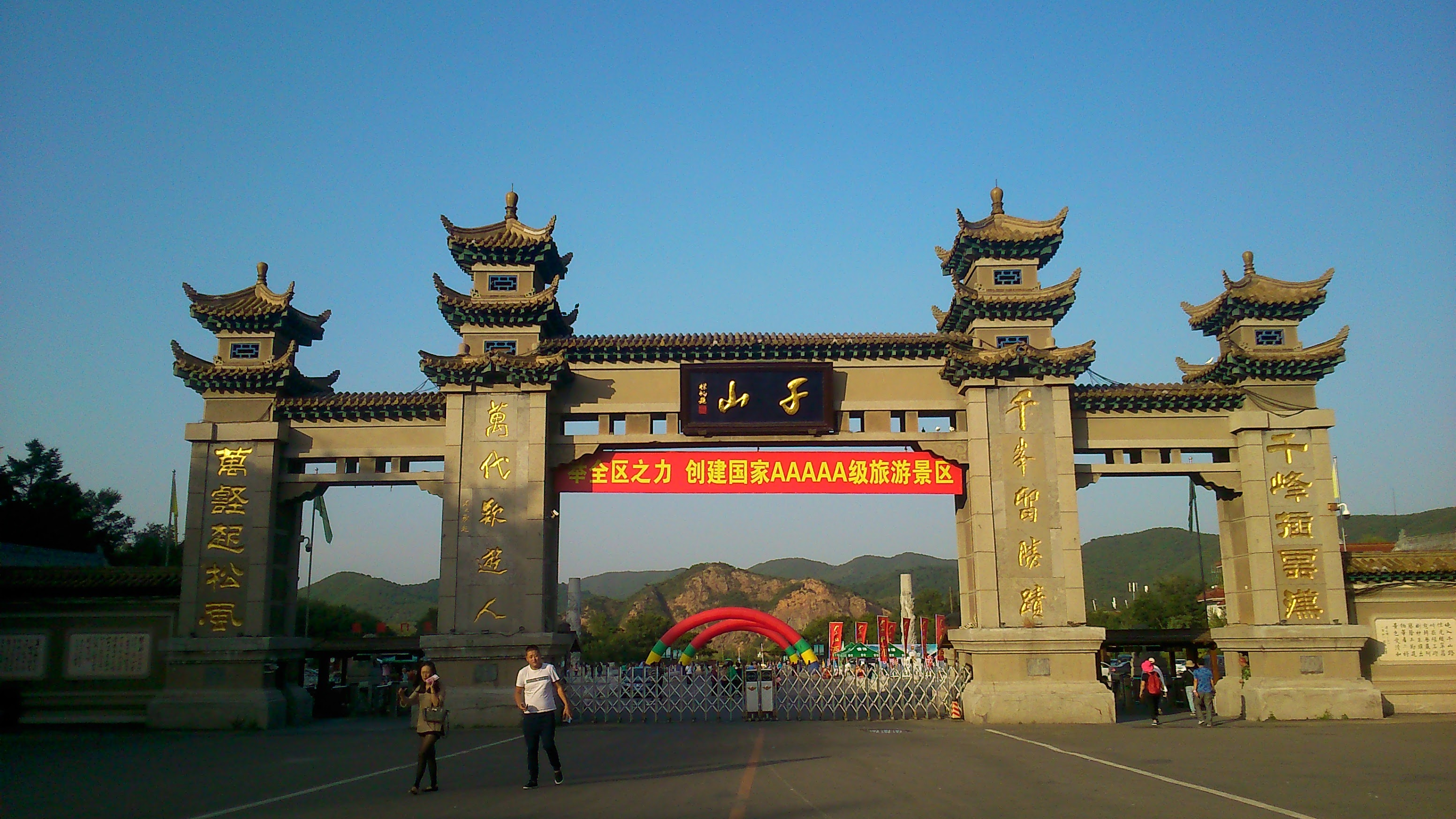
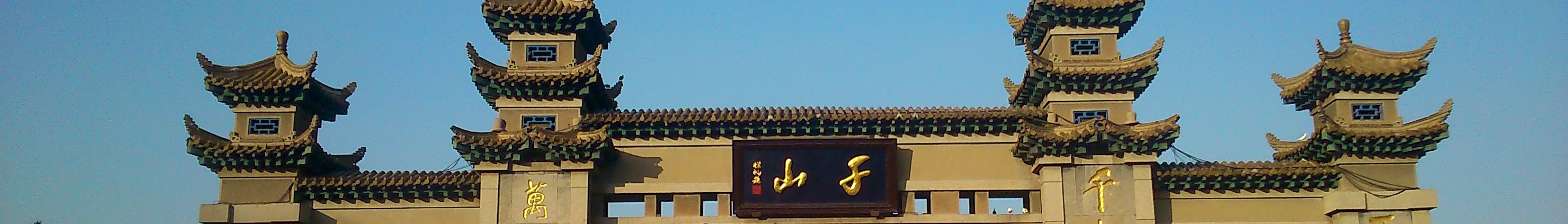
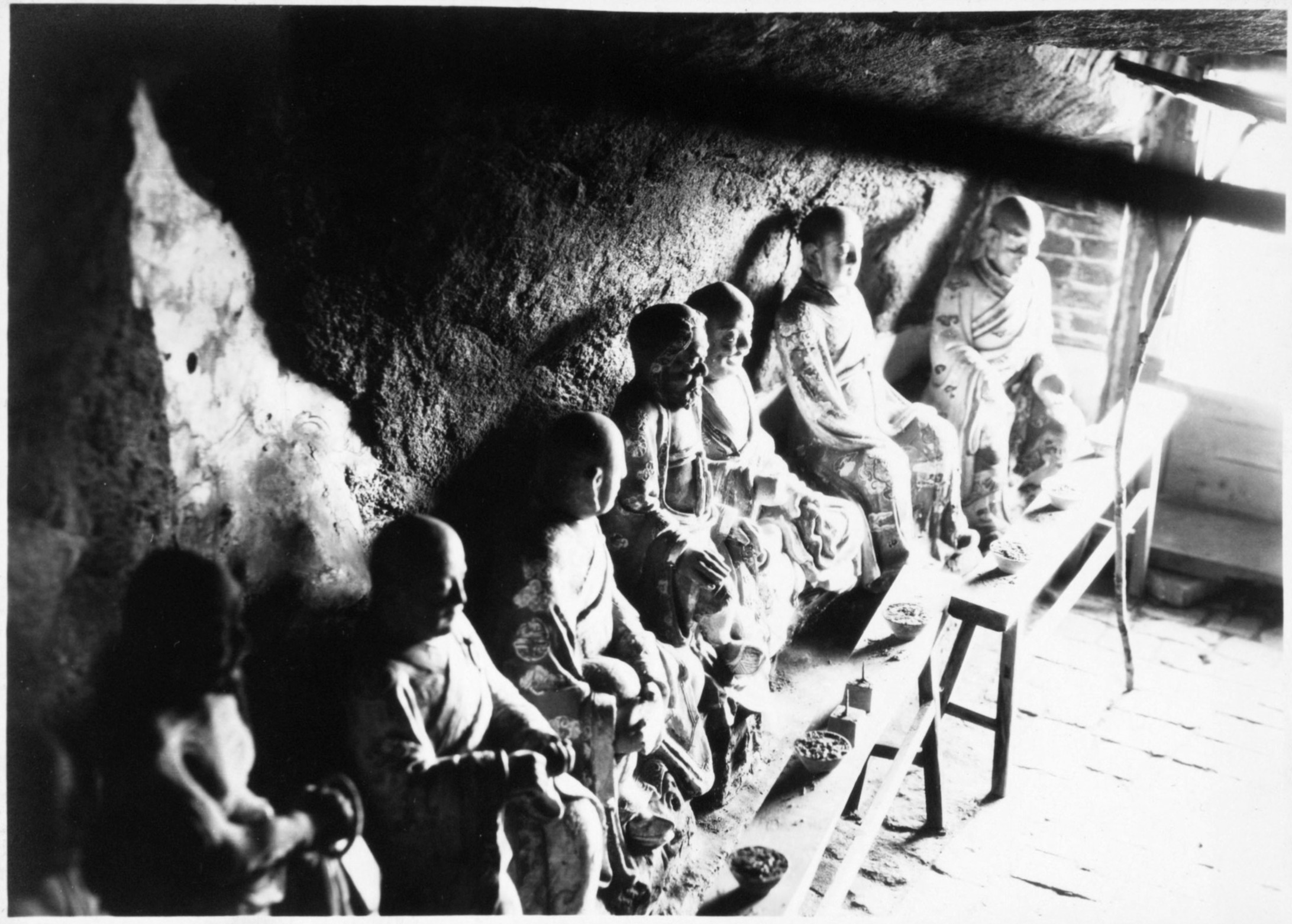
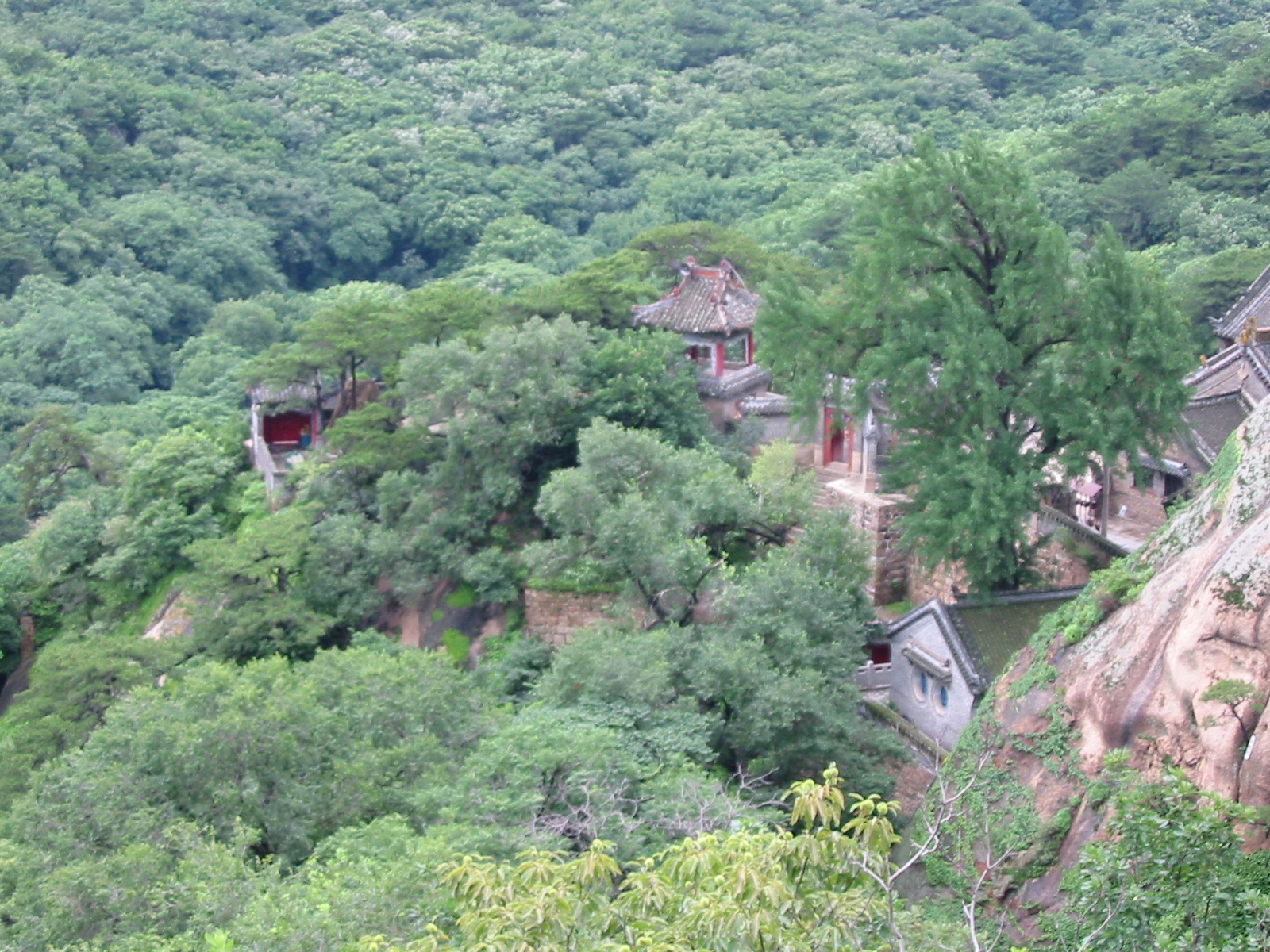
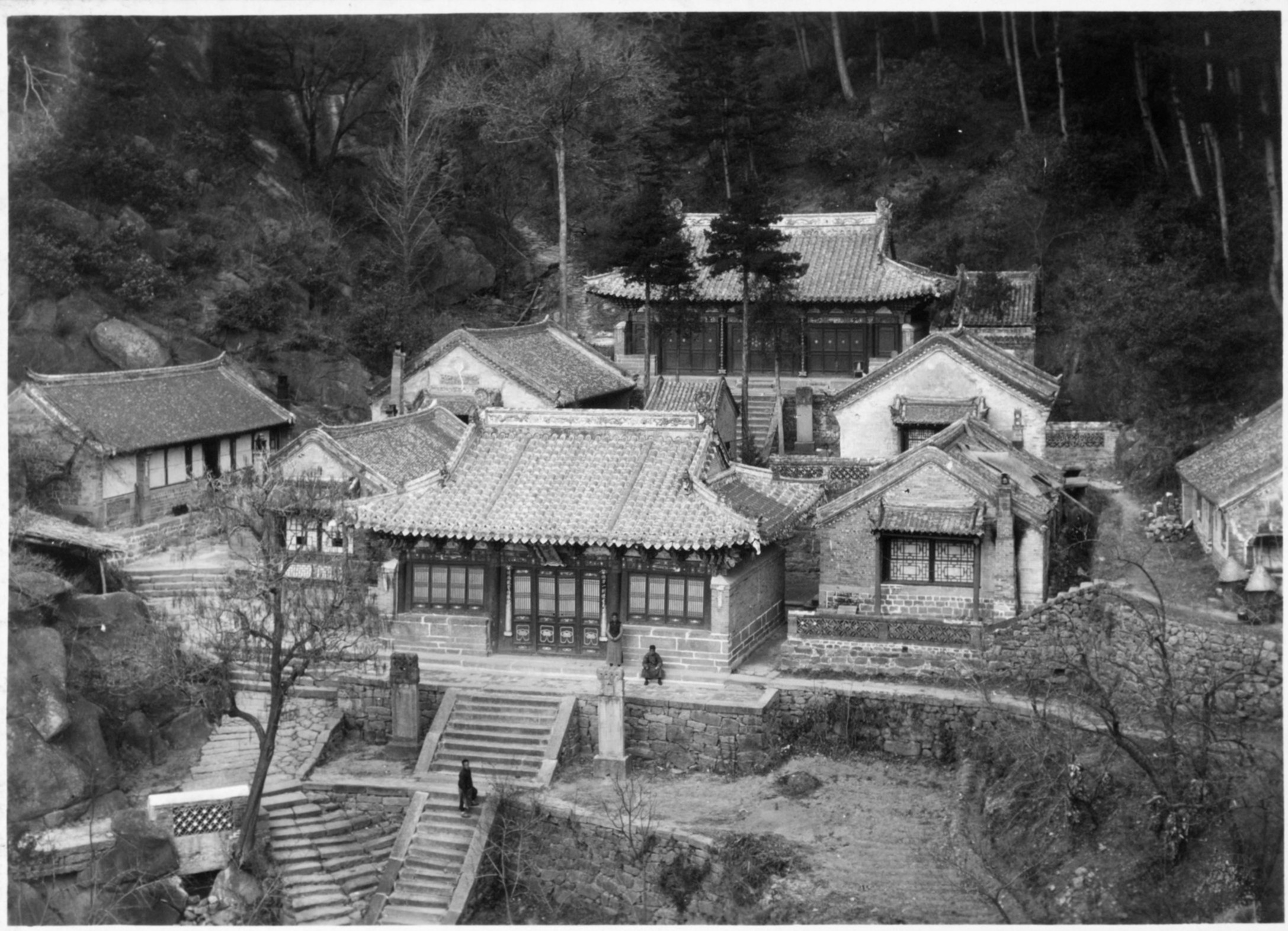
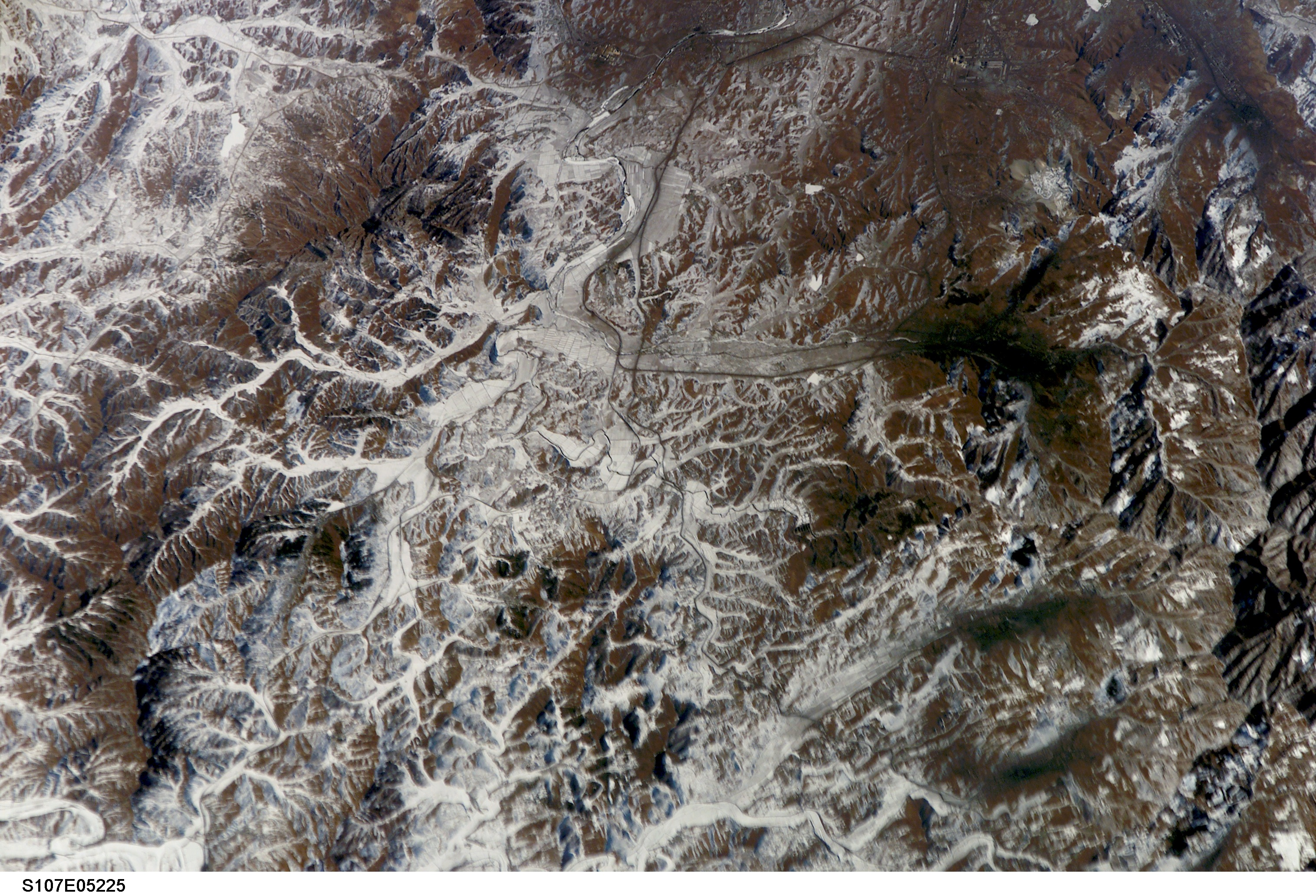
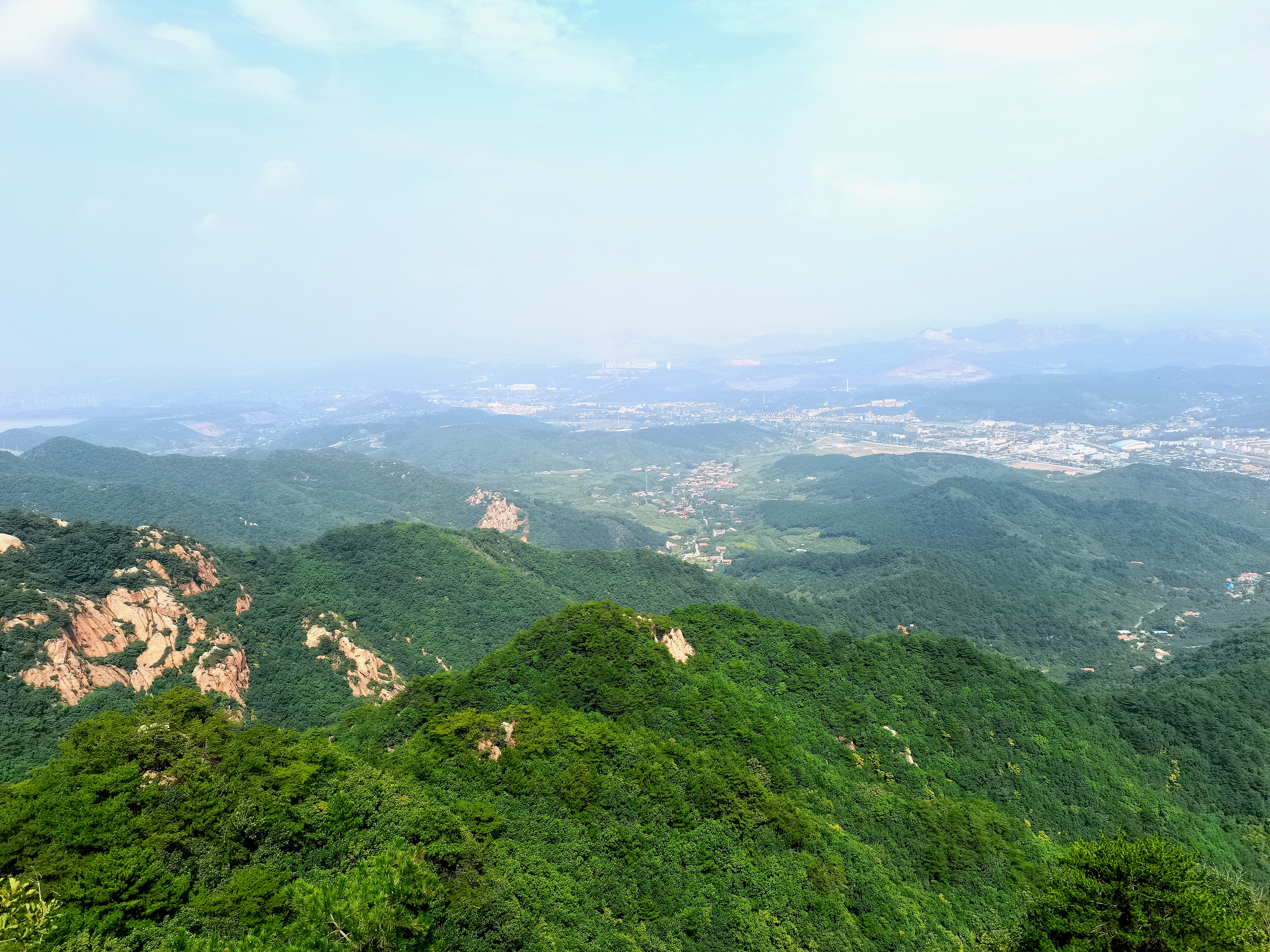
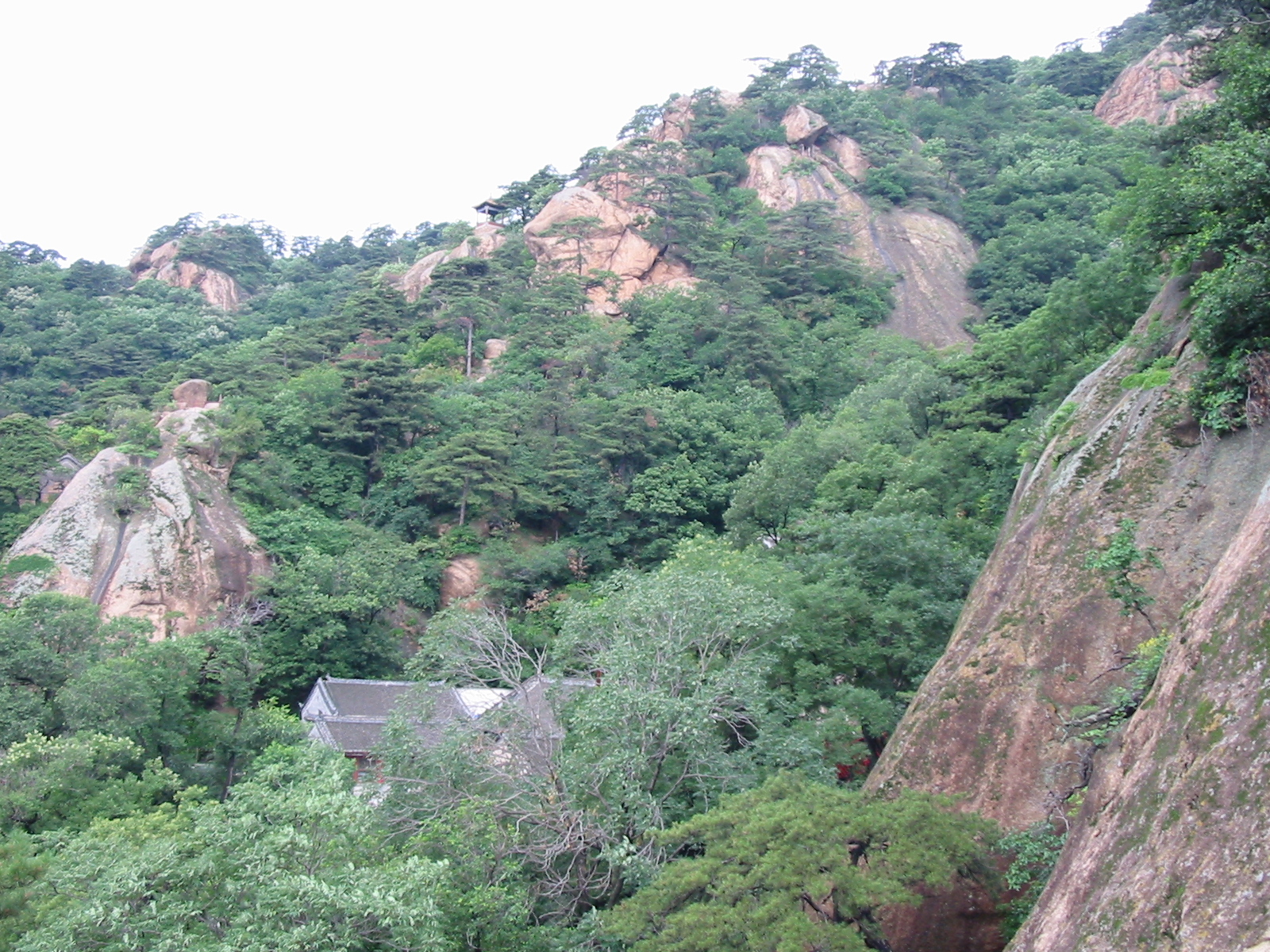